# Faberia
Faberia je rod glavočika jezičnjaća iz podtribusa Lactucinae, dio tribusa Cichorieae.
Rodu pripada devet vrsta trajnica koje rastu po Aziji (Kina, Mjanmar, Assam, Afganistan)

## Vrste
1. Faberia cavaleriei H.Lév.
2. Faberia ceterach Beauverd
3. Faberia faberi (Hemsl.) N.Kilian, Ze H.Wang & J.W.Zhang
4. Faberia glaucescens (Stebbins) Ying Liu, Y.S.Chen & Q.E.Yang
5. Faberia lancifolia J.Anthony
6. Faberia nanchuanensis C.Shih
7. Faberia silhetensis (DC. ex Froel.) Sennikov
8. Faberia sinensis Hemsl.
9. Faberia thibetica Beauverd